# Loof (Einheit)
Das Loof war ein Getreidemaß in den drei russischen Ostseegouvernements des Baltikums. Vom Loof leitet sich das Flächenmaß Lofstelle ab.

## Örtliche Maße
Für jede Getreideart war eine unterschiedliche Anzahl Loof für eine Last.

### Gouvernement Kurland
Es ergaben im Herzogtum Kurland eine Last für
- Weizen, Roggen und Gerste 48 Loof
- Hafer und Malz 60 Loof

### Gouvernement Livland und Riga
Im Gouvernement Livland hatte
- 1 Loof entweder 3 gehäufte oder 4 gestrichene Kulmet und entsprach 63,3177 Liter.[1]

Obwohl Riga im Gouvernement Livland lag, galten dort teilweise andere Maße. Man unterschied bei Maßeinheiten „in der Stadt“ (= in Riga) und „auf dem Lande“. In Riga hatte
- 1 Loof = 68,863 Liter.[3] Es wurde in 13 (genau 12,19) großen oder 26 (genau 24,39) kleinen Garnitzen geteilt.[4] Das Originalmaß des rigischen Loof wurde im Archiv des Rathauses in Riga aufbewahrt.[5]
- 3 Loof waren 1 Tschetwert.[6]
- 1 Last entsprach:[2]
  - bei Weizen und Gerste 48 Loof
  - bei Roggen 45 Loof
  - bei Malz, Hafer und Erbsen 60 Loof
  - bei Leinsaat und Hanfsaat 24 Loof

### Gouvernement Estland
Im Gouvernement Estland mit Reval hatte
- 1 Last Getreide = 72 Loof
- 1 Loof = 42,373 Liter.
- 1 Salztonne = 4 Loof.

Bei anderer Ware waren die Verhältnisse so:
- 1 Last hatte bei Hafer 50 Loof, Erbsen 36 Loof, Weizen 40,5 Loof, Gerste und Leinsamen 48 Loof und Roggen 45 Loof.[7]